# Щетинин, Григорий Евдокимович
Григорий Евдокимович Щетинин (1922—1988) — участник Великой Отечественной войны, Герой Советского Союза. Командир орудия 1658-го истребительно-противотанкового артиллерийского полка (12-я отдельная истребительно-противотанковая артиллерийская бригада, 37-я армия, Степной фронт), сержант.

## Биография
Родился 13 января 1922 года в селе Усть-Иша ныне Красногорского района Алтайского края, в семье крестьянина. Русский. Окончил 5 классов. Работал трактористом в колхозе.
В Красной Армии с июля 1941 года. В действующей армии — с августа 1941 года.
Отличился при форсировании Днепра в районе села Днепровокаменка (Верхнеднепровский район Днепропетровской области) в октябре 1943 года. 10 октября 1943 года он со своим орудием под огнём противника в числе первых переправился через реку. 14 октября, отражая контратаку противника, расчёт подбил 3 танка. Звание Героя Советского Союза присвоено 22 февраля 1944 года.
Член ВКП(б) с 1944 года. В 1945 году окончил Подольское артиллерийское училище. С 1946 года младший лейтенант Щетинин — в запасе.
В 1950 году окончил краевую партийную школу в Барнауле. До 1954 года работал в органах госбезопасности Казахской ССР.
Жил в Ленинграде с 1975 года. Умер 23 октября 1988 года.

## Награды
- Медаль «Золотая Звезда» Героя Советского Союза (10.03.1944)[2]
- Орден Ленина (10.03.1944)[2]
- Орден Красной Звезды (28.02.1943)[2]
- Орден Отечественной войны 1 степени (06.04.1985)[3]
- Медаль За отвагу (01.08.1943)[2]
- Медаль За победу над Германией в Великой Отечественной войне 1941—1945 гг. (27.09.1945)[4]

## Память
Имя Щетинина Г. Е. увековечено на Мемориале Славы в Барнауле. Он включен в энциклопедию Алтайского края.